# Limbach im Burgenland
Limbach (ungarisch Hárspatak) ist ein Ort der Gemeinde Kukmirn im Burgenland.

## Lage
Das Dorf mit den angeschlossenen Rotten und den Streusiedlungen mit weit auseinander liegenden Berghäusern liegt im Hügelland zwischen Lafnitztal und Güssing. Es gibt Drei- und Vierseithöfe, meist mit Hoflauben.

## Geschichte
Die erste urkundliche Erwähnung von Limbach stammt aus dem Jahr 1346.
Die römisch-katholische Filialkirche Mariä Heimsuchung wurde im Jahre 1835 errichtet.
Am 2. April 1912 wurde der damals so genannte Feuerwehrverein Limbach gegründet. Erster Kommandant war Josef Ernst. Nachdem während des Ersten Weltkriegs viele Mitglieder eingezogen wurden, ruhte zu dieser Zeit die Tätigkeit des Vereins. Aufgrund einer Gesetzesänderung des burgenländischen Landtags wurde der Verein im Juni 1935 auf Ortsfeuerwehr umbenannt. Am 29. April 1951 wurde das Feuerwehrhaus der Bestimmung übergeben, das 1978 umgebaut und erweitert wurde. 1982 wurde ein neues Feuerwehrhaus errichtet. Per 1. Jänner 2016 betrug der Mannschaftsstand 59 aktive Mitglieder, 5 Reservisten und 6 Jugendliche. Kommandant ist seit 1. Jänner 2005 Hauptbrandinspektor Rainer Freissmuth. Die Feuerwehr trägt aber auch zum kulturellen Dorfleben bei. Nachdem bereits zwischen den 1940er und 1960er Jahren ein gemischter Chor und eine Theatergruppe bestanden, ergriff die Feuerwehr 1975 erneut die Initiative und gründete eine Laienspielgruppe. Seitdem bringt diese jährlich zu Ostern ein volkstümliches Theaterstück oder Lustspiel zur Aufführung.
Nachdem die Kinder zuvor in einem kellerähnlichen Gebäude unterrichtet wurden, wurde 1967 das heutige Volksschulgebäude feierlich eröffnet. Die Anfänge der Volksschule reichen übrigens bis zum Jahr 1777 zurück. Der Bau der Volksschule war das letzte Großprojekt der damals noch eigenständigen Gemeinde Limbach.
1971 wurde die vordem selbstständige Gemeinde Limbach gemeinsam mit den Ortschaften Eisenhüttl und Neusiedl bei Güssing zur Großgemeinde Kukmirn zusammengeschlossen.
1980 wurde das ehemalige evangelische Volksschulgebäude generalsaniert. Es wird seitdem als Bethaus genutzt.
Am 22. April 2006 wurde auf Initiative des Gemeinderats Willibald Fandl die Seniorenpension Limbach eröffnet, die vom Burgenländischen Hilfswerk betrieben wird. Diese bietet mit einer Größe von 1228 Quadratmetern 30 Bewohnern ein Zuhause. Neben der professionellen stationären Pflege, ermöglicht es auch die Tages- und Kurzzeitpflege zur Entlastung pflegender Angehöriger an. Zudem ist es mit 23 Mitarbeitern ein wichtiger Arbeitgeber für den Ort.
Nach Ortsabstimmungen und dem einstimmigen Beschluss des Gemeinderates vom 30. Juni 2010 sollte Limbach eine eigenständige Gemeinde werden. Die Vermögensaufteilung sollte innerhalb eines Jahres entschieden werden. Am 1. Juni 2011 wurde vom Gemeinderat das vollständige Übereinkommen über den Plan der Vermögensaufteilung beschlossen. Nach diesem Beschluss muss Limbach bei der Trennung 530.000 Euro an Kukmirn bezahlen. So wurde die Trennung der Stammgemeinde „Marktgemeinde Kukmirn“ in die neu zu bildenden Gemeinden „Limbach“ und „Kukmirn“ fixiert sowie die Stellung des Antrages an die Landesregierung auf Erlassung einer Trennungsverordnung beschlossen. Das Land lehnte die Trennung jedoch mit Verweis auf eine nicht gegebene nachhaltige Lebensfähigkeit der Einzelgemeinden Anfang 2012 ab.

## Vereine

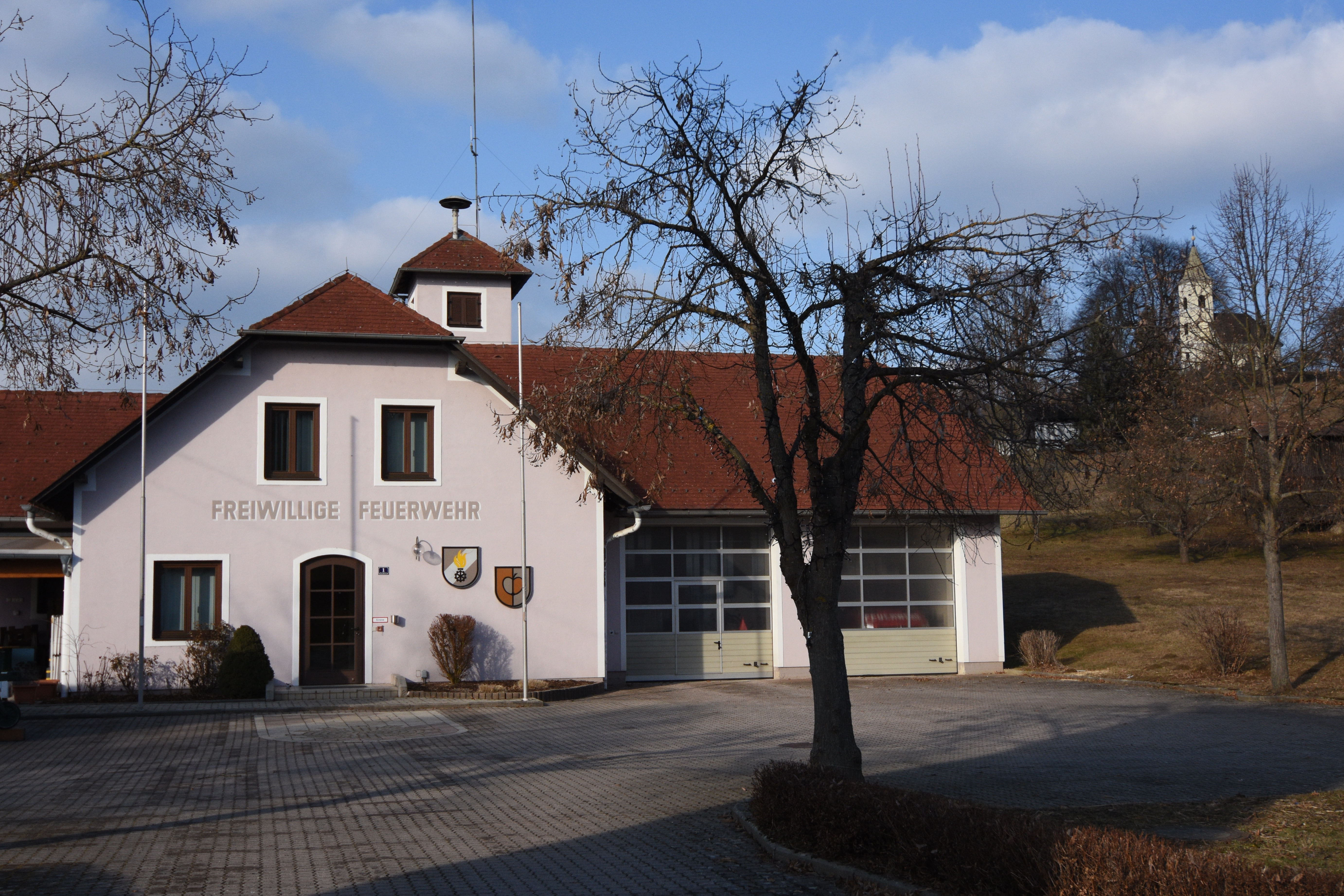
Das Feuerwehrhaus

Obwohl das Dorf nur rund 550 Einwohner zählt, gibt es ein reges Vereinsleben. Neben der Freiwilligen Feuerwehr sind vor allem erwähnenswert
- Der 1965 gegründete Fremdenverkehrs- und Verschönerungsverein. Dieser ist nicht nur um die Ortsbildpflege bemüht und für das jährliche Dorffest zuständig, sondern hat auch das selbst entworfene Tourismuskonzept umgesetzt. Dieses beïnhaltet unter anderem die Schaffung von neun Wanderwegen samt Erholungsplätzen mit einer Gesamtlänge von 68 Kilometern, der Limbach mit den Orten Kukmirn, Neusiedl und Königsdorf verbindet. Entlang der Wege wurden elf Wandertafeln aufgestellt und Wanderkarten aufgelegt. Mit dem Weinpfad inklusive Weinmuseum und dem Sagenerlebnisweg sind zwei dieser Wanderwege als Themenwege gestaltet. Ebenfalls seit 2007 wurde mit dem Internetauftritt eine Plattform geschaffen, auf der alle Informationen über den Ort abrufbar sind. 2008 wurde ein Blumenschmuck-Komitee gegründet, das auch rund 20 Frauen besteht und sich um die Bepflanzung des Orts kümmert. 2010 wurden diese Bemühungen mit dem Landessieg im burgenländischen Blumenschmuckwettbewerb in der Kategorie „Orte bis 600 Einwohner“ belohnt.[12]
- Der Tennisclub Limbach wurde 1978 nach der Errichtung eines Sandplatzes neben der Volksschule gegründet. Bereits 1983 wurde dieser um zwei Hartplätze erweitert. Dazu wurden im neuen Feuerwehrhaus auch Kabinen und sanitäre Anlagen geschaffen. 2006 wurde der Vorplatz bei den Kabinen erweitert und eine Zuschauerterrasse errichtet. 2010 wurden die bereits überalterten Hartplätze durch moderne RedCourt-Plätze ersetzt.[13]
- Die Kulturjugend Limbach wurde 1964 gegründet. Sie nimmt sich vor allem um die Erhaltung der alten Bräuche, wie Osterfeuer, Maibaumaufstellen, Aktivitäten bei Hochzeiten oder das Krampus- und Nikolausgehen an. Sie hat ihren Treffpunkt in einem alten Weinkeller, den sie vor dem Zerfall gerettet und renoviert hat.[14]

Weitere Vereine sind der Gemischte Chor, der Stockschützenverein SFC Moarbach und die Jägerschaft.